# لورانس كونراد
لورانس كونراد (بالإنجليزية: Lawrence Conrad)‏ هو مؤرخ بريطاني، ولد في 1949.